# 10. п. н. е.
10. п. н. е. била је или обична година која почиње у уторак, сриједу или четвртак или преступна година која почиње у уторак или сриједу јулијанског календара и обична година која почиње у недељу по пролептичком јулијанском календару. У то вријеме је била позната као година конзулства Максима и Антонија (или, рјеђе, 744. година Ab urbe condita). Деноминација 10. п. н. е. за ову годину се користи од раног средњег вијека, када је календарска ера Anno Domini постала преовлађујући метод у Европи за именовање година.

## Догађаји
- Друз гради дрвени мост преко Наге, притоке Рајне, у близини града Бингена у Рајнхесену.
- Друзов поход против Хатена.
- Римљани оснивају војни логор у Шпајеру.
- Римљани заузимају и анектирају територије модерне Холандије (Холандија, Белгија, итд.)

## Рођења
- 1. август — Клаудије, римски цар.[1]
- Ирод Агрипа, краљ Јудеје.[2]
- Домиција Лепида Млађа, ћерка Луција Домиција Ахенобарба и Антоније Старије.